# Природний капітал
Приро́дний капіта́л (англ. Natural capital) — економічна категорія, що позначає мінеральні, рослинні і тваринні складові  біосфери, які розглядаються як засоби виробництва кисню, фільтрації води, захисту від ерозії та інших складових екосистеми.
Природний капітал — запаси, що складаються з життєпідтримуючих систем (систем життєзабезпечення), біорізноманіття, відновлюваних і невідновних ресурсів, використовуваних людиною або таких, що представляють для неї інтерес. Природний капітал, або природне багатство — включає запаси природних активів, таких як ґрунт і ліси, тваринний світ і водні ресурси. біологічні види, ландшафт, зволожені землі. Іноді кажуть про включення в це поняття асиміляційної  ємності екосистем, урахування ефекту біогеохімічних циклів і енергетичних потоків. Природний капітал розглядається як актив в економіці з потенціалом збільшення продуктивності і благополуччя людей. Наприклад, цінність природного ресурсу як економічного активу залежить від величини доходу або благополуччя, який він може принести. Продуктивність антропогенного (створеного людиною) капіталу дедалі більше обмежується скороченням розмірів природного капіталу.
У традиційній економічній науці аналогом природного капіталу є фактор виробництва «земля», що розуміється як природна складова економіки, жорстко обмежена в розмірах  економічної пропозиції. Прихильники концепції природного капіталу (у тому числі представники « зеленої економіки») вважають термін «природний капітал» точнішим, оскільки, наприклад, якість земельних угідь можна покращити або погіршити, подібно якості штучного (виробленого людьми) капіталу. Інша аналогія: автомобільний завод виробляє автомобілі подібно до того, як яблуня продукує яблука.
Серед авторів, що використовують термін: Х. Делі, Р. Костанца, П. Хоук та ін.
Концепція природного капіталу істотно вплинула на сучасну практику розрахунку макроекономічних показників. Світовий банк нині враховує при їхньому аналізі обсяги видобутку природних ресурсів та екологічної шкоди, викликаної викидами вуглекислого газу (парниковий ефект).